# St.-Laurentius-Kirche (Zudar)

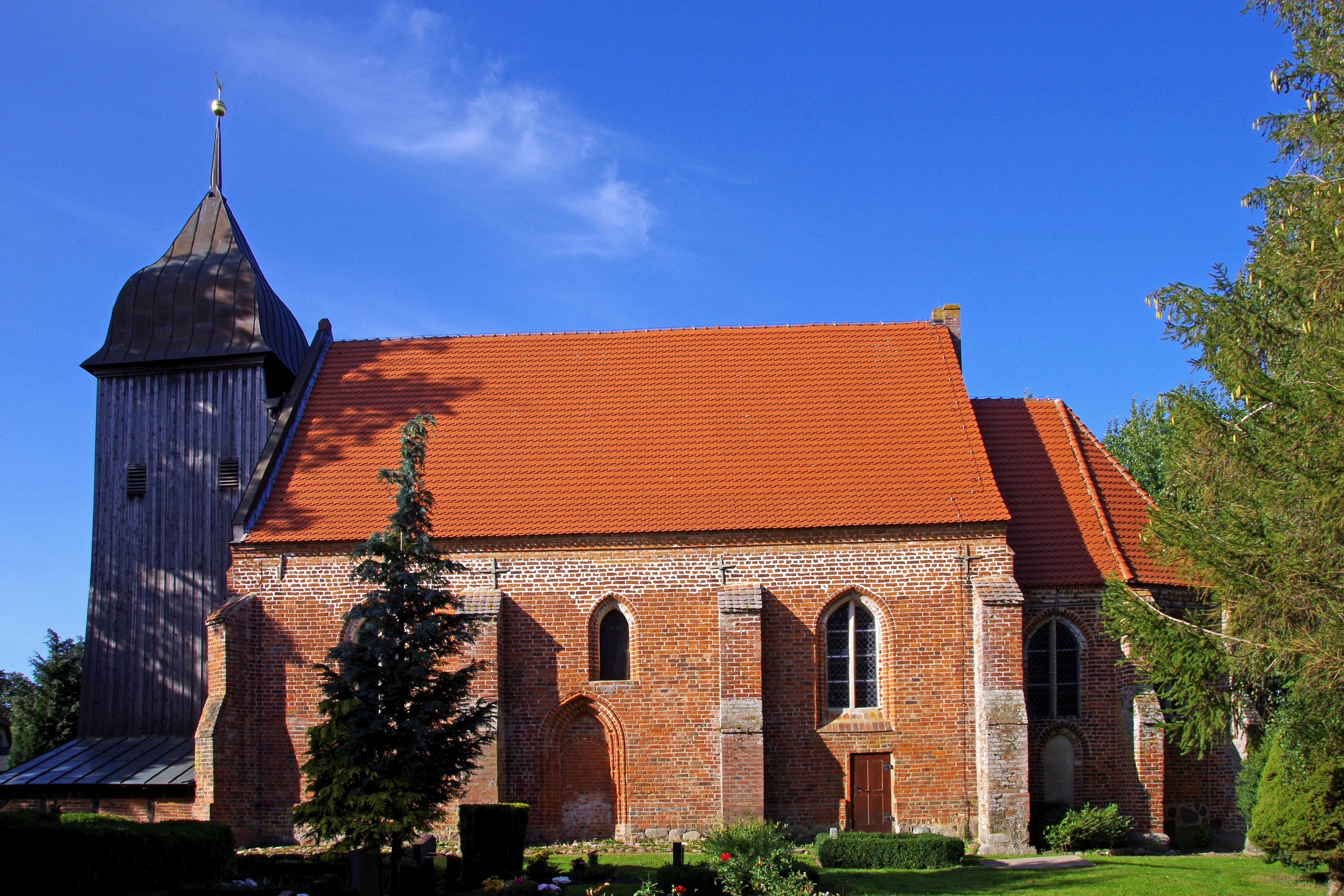
St.-Laurentius-Kirche (Zudar), Ansicht

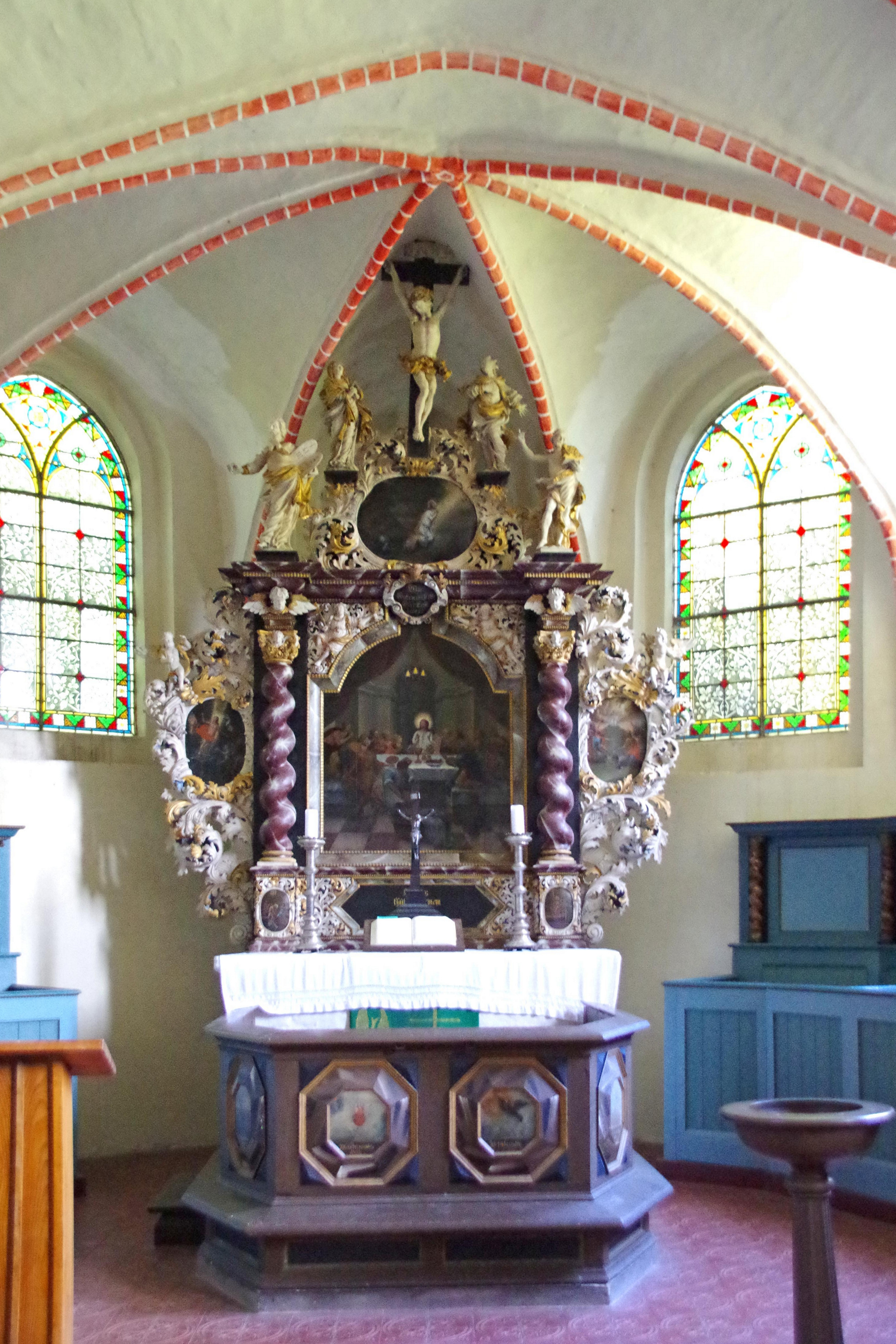
St.-Laurentius-Kirche, Altar

Die evangelische St.-Laurentius-Kirche ist eine Kirche aus dem 14. Jahrhundert. Sie liegt auf der zu Rügen gehörenden Halbinsel Zudar.

## Geschichte
Die Kirche wurde erstmals im Jahr 1318 urkundlich erwähnt. Vor 1370 war sie Wallfahrtskirche, da sie ein „wundertätiges“ Marienbild besaß. Die Wallfahrten endeten jedoch mit dem Untergang eines Pilgerschiffes im Jahr 1372, bei dem die Pilger ertranken. 
1665 wurde der hölzerne Kirchturm fertiggestellt, und 1724 erhielt er als Dach eine Welsche Haube. Im Jahr 1959 wurde bei Reparaturarbeiten am Dach und der Holzverkleidung des Turms das Schindeldach aus Eiche durch Schieferplatten ersetzt. Der Innenraum wurde 1982 farblich gestaltet. Bei der 1991 notwendigen Reparatur des Turmdaches wurde es mit Kupfer eingedeckt, Hahn und Kugel wurden vergoldet. 1992/1993 wurde der Dachstuhl des Kirchenschiffs saniert und neu gedeckt; die Sakristei wurde mit ursprünglich handgestrichenen Biberschwänzen gedeckt.

## Beschreibung
Die gotische Kirche besitzt Langhaus und Chor mit einem runden Triumphbogen. Die niedrige Einwölbung wurde später eingezogen; sie entspricht nicht ganz dem Fenstersitz. Unter dem nordöstlichen Fenster befindet sich eine rundbogige Ausstellungsnische.

## Ausstattung

### Orgel
Die Orgel der St.-Laurentius-Kirche wurde 1884 von Friedrich Albert Mehmel aus Stralsund gefertigt. 1985 wurde die Orgel generalüberholt, der Prospekt wurde im Jahre 2000 vom Orgelbauer Rainer Wolter rekonstruiert. Das Instrument verfügt über sieben Register.
Die  Disposition lautet wie folgt:
| I Manual            |     |
| Bordun              | 16′ |
| Prinzipal           | 8′  |
| Hohlflöte           | 8′  |
| Violo di Gamba      | 8′  |
| Oktave              | 4′  |
| Progr.-Harm. II–III | 1′  |

| Pedal   |     |
| Subbass | 16′ |

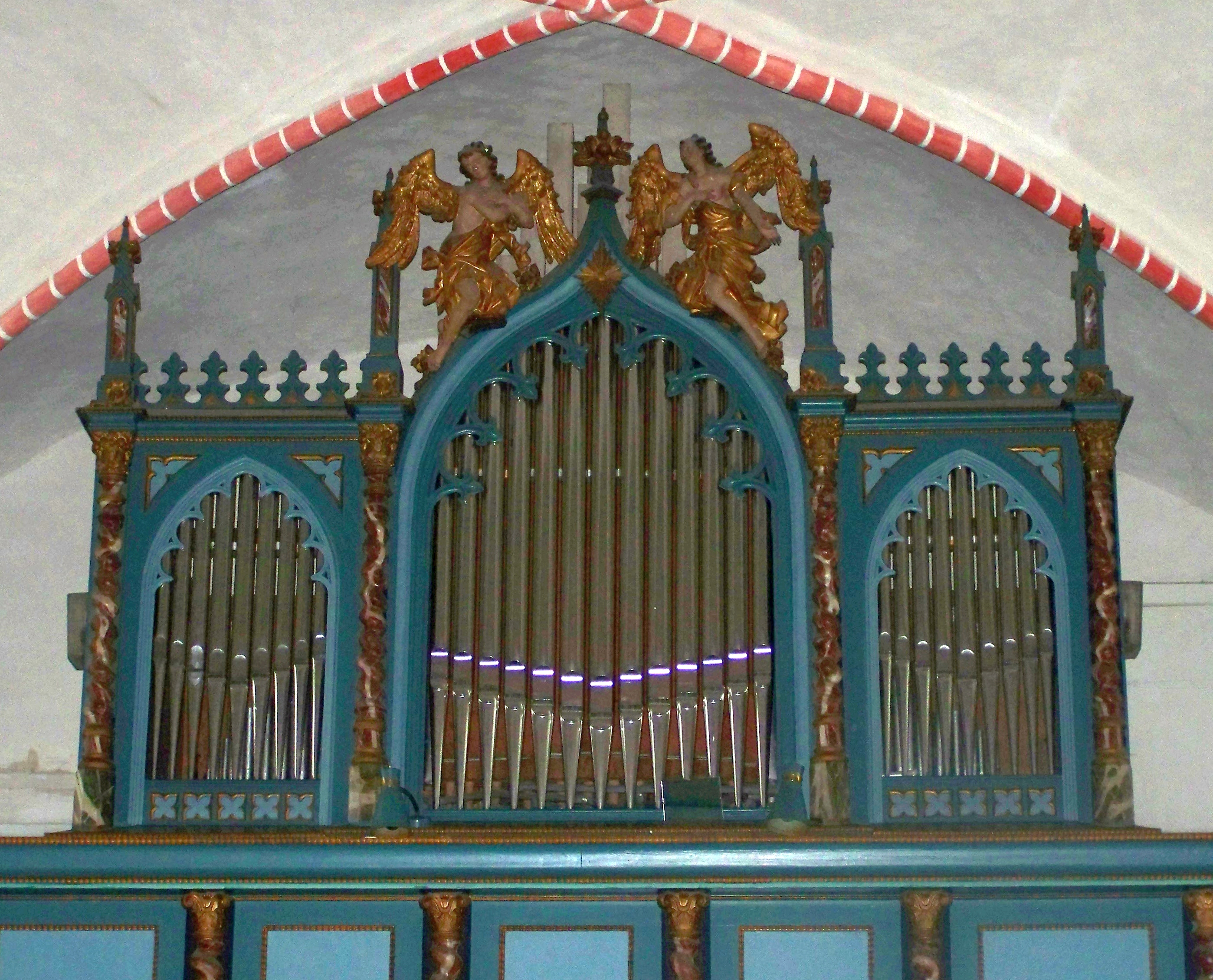
St.-Laurentius-Kirche, Orgel

- Koppeln: Das Pedal ist ständig an das Manual angekoppelt.
- Spielhilfen: Tuttitritt, Calcantenrufer, Windablass
- 7 Register
- Windlade: Schleiflade
- Spieltisch:
  - Spielschrank
  - 1 Manual
  - Pedal
  - Registerzüge
- Traktur:
  - Tontrakur: Mechanisch

### Geläut
Die Kirche besaß ursprünglich drei Glocken, die 1848 von Simon Zach aus Stralsund gegossen wurden. Während des Ersten Weltkrieges mussten die beiden großen Glocken abgeliefert werden, sie wogen 16 bzw. acht Zentner. Die größte von ihnen war unter dem Namen Anna Susanna bekannt.
Nach dem Ersten Weltkrieg wurden zwei neue Glocken angeschafft, die im Zweiten Weltkrieg ebenfalls abgegeben wurden. Im Jahr 2001 wurden zwei neue Glocken der Glockengießerei Bachert aufgehängt.

## Gemeinde
Die evangelische Kirchgemeinde gehört seit 2012 zur Propstei Stralsund im Pommerschen Evangelischen Kirchenkreis der Evangelisch-Lutherischen Kirche in Norddeutschland. Vorher gehörte sie zum Kirchenkreis Stralsund der Pommerschen Evangelischen Kirche.